# François Croze
Pour les articles homonymes, voir Croze (homonymie).
François Croze, né à Courpière (Puy-de-Dôme) le 11 juin 1884 et mort à Olliergues le 9 août 1966 , est un physicien et astrophysicien français.

## Biographie

### Enfance et formation
François Croze est né le 11 juin 1884 à Courpière, il est le fils d'Antoine Croze, cultivateur à Courpière, et de Marie Licheron. Il réalise ses études au Collège de l'Institution Saint-Pierre de Courpière. Bachelier en 1903, il obtint sa licence ès Sciences Physiques en 1908 où il devint stagiaire à l'Observatoire de Paris-Meudon de juillet 1908 à novembre 1909, période pendant laquelle il prépara une thèse sous la direction de Henri Deslandres, directeur de l'Observatoire de Meudon.
Cette thèse avait pour thème la modification des états électroniques d'un atome sous l'action d'un champ électrique qui se traduit par le décalage de raies spectrales et leur dispersion en plusieurs composantes. Henri Deslandres ne vit pas l'intérêt de cette découverte et lui conseilla d'abandonner ce sujet de recherche. Pourtant, quelques années plus tard, le physicien allemand Johannes Stark faisait la même découverte pour laquelle il reçut le prix Nobel en 1919 (Effet Stark).
Boursier d'études, il entre en 1910 au Laboratoire de recherches physiques de la faculté des sciences de Paris sous la direction de Gabriel Lippmann. 
Le 27 juin 1911, il épouse Louise Marcelle Rouquet (1886-1976) avec qui il eut trois enfants. Ceci lui permettra de séjourner souvent dans leur maison à Olliergues. 
Il est alors ensuite stagiaire à l'Observatoire de Paris lorsqu'il présente sa thèse de doctorat ès sciences en 1913 devant Gabriel Lippmann (Nobel 1908), Jean Perrin (Nobel 1926) et Edmond Boutyqui avait pour thème "Recherches expérimentales sur les spectres d’émission des gaz usuels" .

### Astrophysicien et chaire émérite
Son doctorat en sciences obtenu, il fut alors chargé par le Ministère de l'Instruction Publique d'une mission scientifique en relation avec l'Académie des Sciences de Russie et l'Observatoire de Poulkovo.
À l'arrivée de la guerre 1914-1918 il fut mobilisé et on lui confia la mise en œuvre d'une méthode de rénovation des tubes à rayons X qu'il avait lui-même mise au point. Ces tubes étaient destinés à la radiographie des blessés. L'un de ces tubes, en explosant lui fit perdre un œil et endommagea gravement l'autre.
Il doit renoncer à poursuivre sa carrière d’astrophysicien et entre en 1916 dans l’enseignement supérieur, comme maître de conférences, puis professeur à la faculté des sciences de Nancy. Il est nommé maître de conférences à la faculté des sciences de Paris le 1er décembre 1933, puis chaire de physique théorique et physique céleste à la Faculté des sciences de Paris de 1943 à 1954.
Il prend sa retraite le 1er juin 1954 et vivra à Olliergues jusqu'à son décès, le 9 août 1966. Il est inhumé au cimetière de la Chabasse à Olliergues, derrière l'église Saint-Martin, avec son épouse.

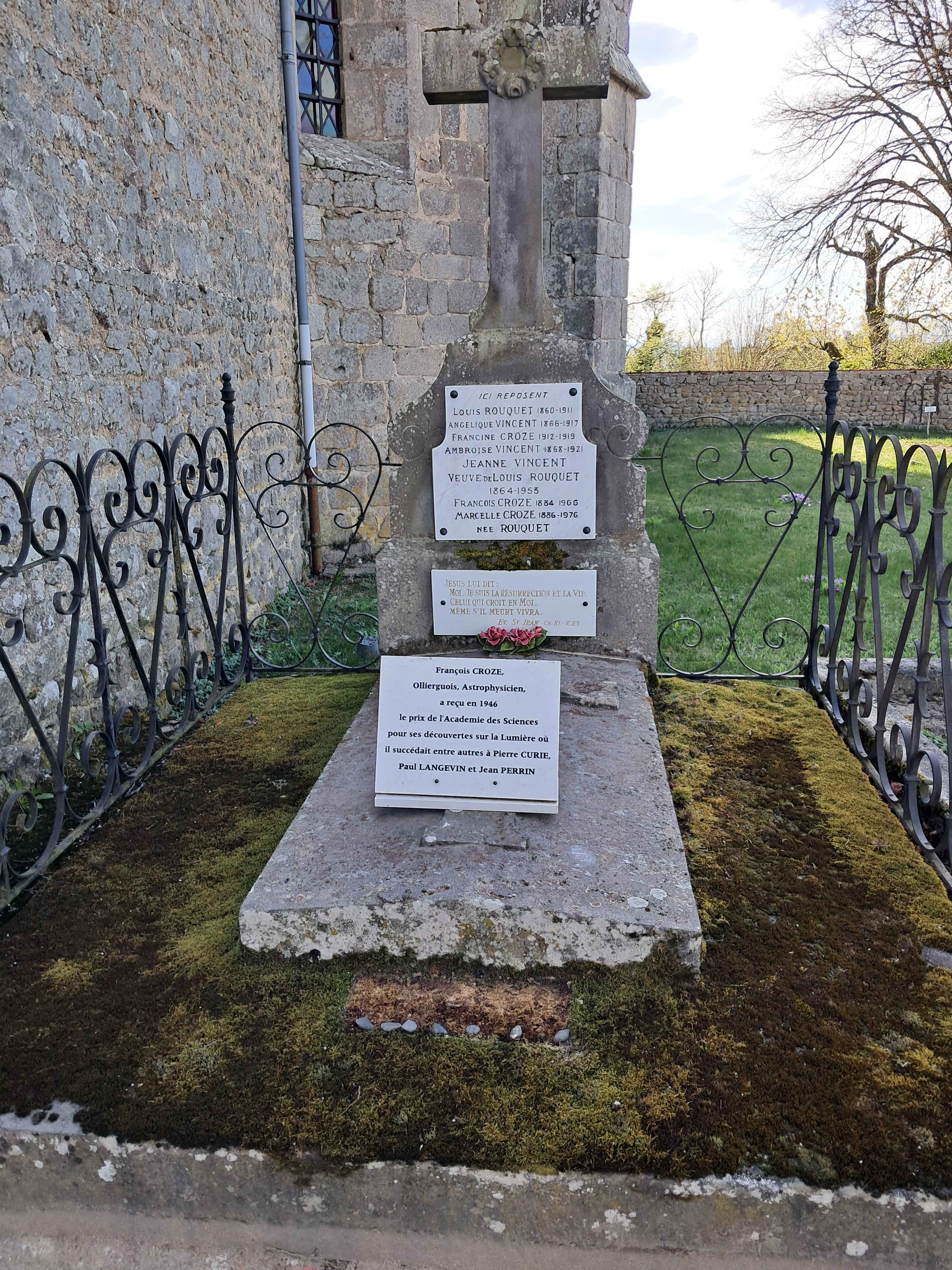
Tombe de François Croze et sa famille

## Distinctions
- 1926 : Prix Félix-Robin de la Société Française de Physique destiné à récompenser un physicien pour l'ensemble de ses travaux, où il succédait à Jean Cabannes et Maurice de Broglie et précédait Louis Leprince-Ringuet et Alfred Kastler
- 1926 : Prix Hughes de l'Institut de France[5] Décerné à l'auteur d'une découverte ayant le plus contribué aux progrès de la Physique où il succédait à Arnaud de Gramont (1912) , Jean Becquerel (1913) et Jean Cabannes(1925) et précédait Emile Henriot (1932), Louis Néel (1935) et Pierre Jacquinot(1942)
- 1942 : Prix Marguerite de la Chardonie de l'Académie des sciences[6]
- 1946 : Prix La Caze de l'Académie des sciences, attribué à un scientifique français pour une contribution majeure en Physique où il succédait entre autres à Henri Becquerel (1883), Heinrich Hertz (1889), Pierre Curie (1901), Jean Perrin (1914) son directeur de thèse, Aimé Cotton (1918), Paul Langevin (1924)[7]

## Publications

### Œuvres

#### Publiés par Croze
- Recherches expérimentales sur les spectres d'émission des gaz usuels, 1913
- Les Classifications des spectres d'après leur structure et leurs variations magnétiques, 1914
- Les Preuves expérimentales de la relativité, 1927
- Mouvements vibratoires et acoustique, 1935

#### Collaborations
- Description d'un appareil de détente permettant de rendre visibles les trajectoires des particules ionisantes dans les gaz, et de quelques résultats obtenus par son emploi, conférence faite à la Société française de physique le 28 mars 1913, traduite de l'anglais, de Charles Thomson Rees Wilson, 1913
- Recueil. Dossiers biographiques Boutillier du Retail. Documentation sur Amédée Guillet, de Armand Boutillier du Retail, 1939
- Les atmosphères stellaires de Daniel Barbier, préface, 1952